# Limnonectes phyllofolia
Limnonectes phyllofolia — вид жаб родини Dicroglossidae. Описаний у 2023 році.

## Назва
Видова назва phyllofolia походить з грецьких слів fýllo, що означає «лист», і foliá, що означає «гніздо». Назва вказує на спосіб розмноження жаби, відкладаючи ікру на поверхню прибережних листків.

## Поширення
Ендемік індонезійського острова Сулавесі. Відомий у трьох місцевостях на Сулавесі: одному в центральній частині острова та двох на південно-західному півострові — на південь від западини Темпе. Голотип зібраний у Національному парку Бантімурунг-Булусараунг у регентстві Марос у провінції Південне Сулавесі на висоті 592 метрів над рівнем моря.

## Опис
Невеликий розмір тіла: 30 мм завдовжки.

## Спосіб життя
Самці охороняють одну або кілька кладок ікринок, прикріплених до листя або покритих мохом валунів на висоті один-два метри над маленькими повільними струмками, цівками або просочуваннями.